# Carlo Rancati
Carlo Luigi Rancati, född 28 april 1940 i Milano, död 
22 november 2012, var en italiensk tävlingscyklist.
Rancati blev olympisk silvermedaljör i lagförföljelse vid sommarspelen 1964 i Tokyo.